# Xavier Zablah Bukele
Xavier «Xavi» Zablah Bukele (San Salvador, 12 de agosto de 1985) es un empresario y político salvadoreño de origen palestino, actualmente se desempeña como presidente de Nuevas Ideas. Zablah Bukele es primo del presidente de El Salvador, Nayib Armando Bukele Ortez, por parte de su padre.

## Vida empresarial
Zablah Bukele tiene acciones en diversas empresas que se desarrollan en varios rubros. Astra Motors en el automotor, Check Out que es centro de atención telefónica que presta servicio de comida a domicilio, además de Ahead y Altermedia, dedicadas al mundo de la publicidad.

## Carrera política
Tras la disolución de su Asamblea de Fundadores de Nuevas Ideas, el partido convocó a Elecciones Internas, abiertas a todos miembros del instituto político, este ejercicio electoral se realizó el 1 de marzo de 2020. Al mediodía del lunes 2 de marzo, la Comisión Electoral Nacional (CEN) anunció los resultados preliminares y con el 75 % de las actas escrutadas declaró a Xavier Zablah Bukele como ganador.
Bajo su liderazgo, Nuevas Ideas ganó las Elecciones Parlamentarias de 2021, las Elecciones municipales de 2021 y las Elecciones al Parlamento Centroamericano de 2021.
| Predecesor: Federico Anliker | Presidente de Nuevas Ideas 2020-2025 | Sucesor: En el cargo |